# Enchanted Princess
El Enchanted Princess es un crucero de la clase Royal operado por Princess Cruises, una subsidiaria de Carnival Corporation & plc. Princess finalizó el pedido de su quinto barco de clase Royal en 2016 del astillero italiano Fincantieri y su quilla se colocó el 14 de febrero de 2019 en Monfalcone. Originalmente se esperaba que fuera entregado en junio de 2020, el barco se vio obstaculizado por retrasos en la construcción después de que las operaciones de Fincantieri se vieran afectadas por la pandemia de COVID-19, y fue entregado tres meses después, el 30 de septiembre de 2020. Después de una pausa de un año en las operaciones en medio del impacto de la pandemia en el turismo, Princess inauguró las operaciones del barco el 10 de noviembre de 2021, cuando zarpó en su viaje inaugural.